# مايكل شيخا
مايكل شيخا (بالإنجليزية: Michael Cheika)‏ (مواليد أستراليا) هو أسترالي من أصل لبناني لاعب ركبي محترف وحاصل على جائزة كأس هاينيكن لأافضل مدرب. درب العديد من الفرق الأسترالية منها بادوفا، راندويك، لينستر وستاد الفرنسي

## حياته الخاصة
تزوج عام 2008. وكان يسمى «ميك نسيك 1-2».

## روابط خارجية
- مايكل شيخا عل موقع إسبنسكروم (الإنجليزية)